# Rob Brydon

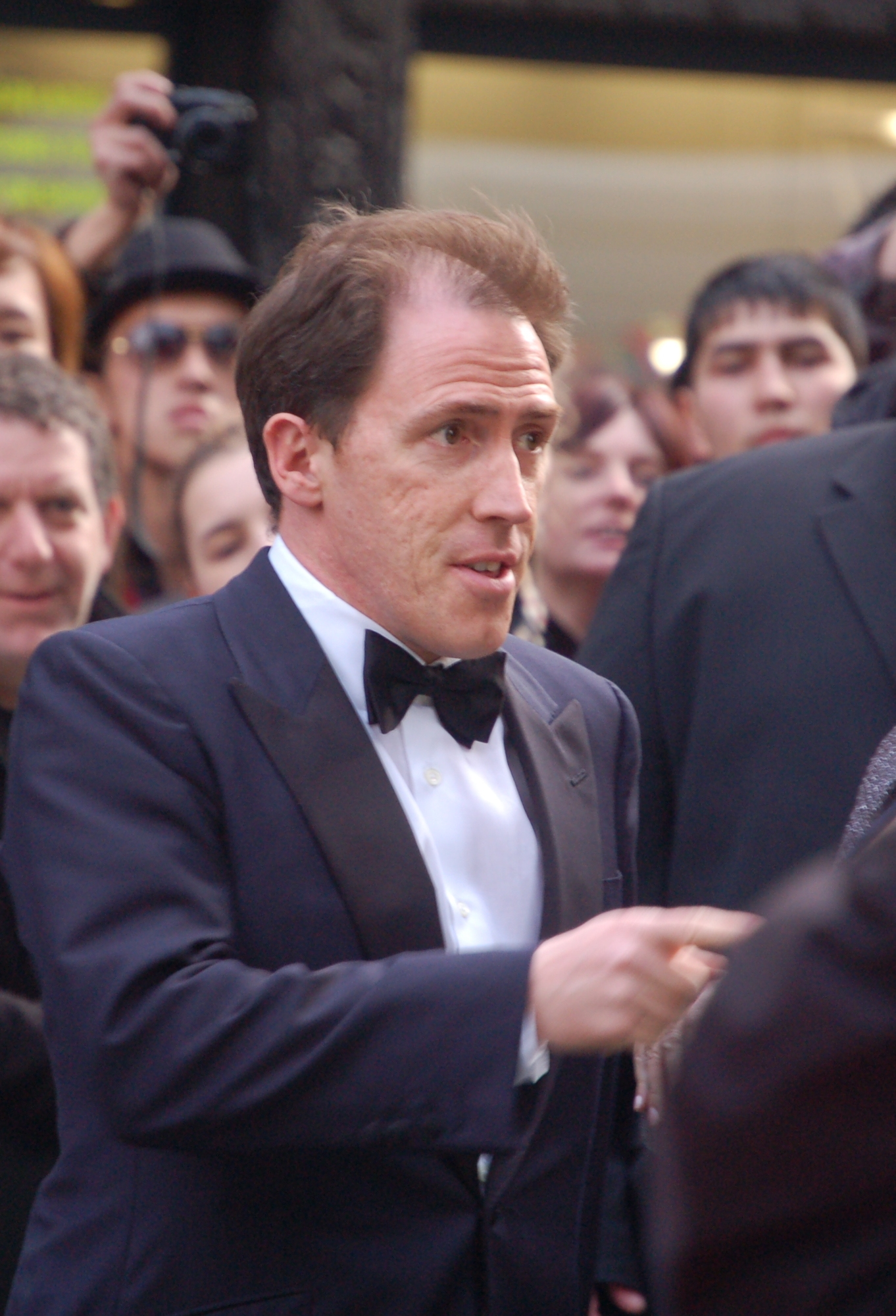
Rob Brydon vor den BAFTA Awards 2008 (Leicester Square, London)

Robert Brydon Jones MBE (* 3. Mai 1965 in Baglan, Wales), bekannt als Rob Brydon, ist ein britischer Schauspieler, Komiker, Radio- und Fernsehmoderator, Sänger, Sprecher, Autor und Imitator.
Er spielte Dr. Paul Hamilton in der australisch-britischen Comedy-Serie Supernova, Bryn West in der Sitcom Gavin & Stacey und Keith Barret in der BBC-Comedy-Serie Marion and Geoff sowie deren Ableger The Keith Barret Show.
Seit 2009 moderiert Brydon die Panel-Show Would I Lie to You? auf BBC One; in der Satiresendung Rob Brydon’s Annually Retentive, die in den Jahren 2006 und 2007 auf BBC Three ausgestrahlt wurde, parodierte sich Brydon selbst als Moderator einer fiktiven Panel-Show. Von 2010 bis 2012 präsentierte er die eigene Spät-Talkshow The Rob Brydon Show auf BBC Two und im April und Mai 2014 die sechsteilige Spielshow The Guess List, die am Samstagabend auf BBC One ausgestrahlt wurde.
An der Seite von Steve Coogan war er 2010 in der BBC-Fernsehserie The Trip und in deren Fortsetzungen The Trip to Italy (2014), The Trip to Spain (2017) und The Trip to Greece (2020) zu sehen, die auch als Filme veröffentlicht wurden.

## Leben
Robert Brydon Jones und sein jüngerer Bruder Peter (geb. 1973) sind die Söhne der Lehrerin Joy Brydon und des Autohändlers Howard Jones; sie wuchsen in Baglan auf, einem Dorf in der Nähe von Port Talbot im damaligen Verwaltungsbezirk West Glamorgan.
Bis zu seinem 14. Lebensjahr besuchte Brydon die unabhängigen Privatschulen St. John’s School in Porthcawl, die auch Eddie Izzard besuchte, und die 1993 geschlossene Dumbarton House School in Swansea. Eine seiner Mitschülerinnen war Catherine Zeta-Jones, der er laut eigenen Angaben einmal das Essensgeld stahl. Später wechselte er auf die Porthcawl Comprehensive School, in der er Mitglied der Jugendtheatergruppe der Schule wurde; dort lernte er auch Ruth Jones kennen, an deren Seite er in Gavin & Stacey spielte.
Nach seiner Schulzeit studierte Brydon Schauspiel am Royal Welsh College of Music & Drama in Cardiff, das zuvor auch Anthony Hopkins besucht hatte.
Aus seiner ersten Ehe mit Martina Fitchie stammen die im August 1994 geborene Tochter Katie, der im Oktober 1996 geborene Sohn Harry und die im Juli 1999 geborene Tochter Amy. Nach seiner Scheidung im Jahr 2001 lernte er die Produzentin Claire Holland 2002 während der South Bank Awards kennen. Das Paar heiratete am 6. Oktober 2006 in der Kirche von Windsor und hat zusammen die beiden Söhne Tom, geboren im April 2008, und George, geboren im Juni 2011. Die Familie lebt in Strawberry Hill im Stadtbezirk Richmond upon Thames im Südwesten Londons.
Brydon ist begeisterter Anhänger und Förderer des Fußballvereins Swansea City. Im August 2014 war Brydon einer von 200 Unterzeichnern eines Offenen Briefes an die britische Tageszeitung The Guardian, der sich im Vorfeld des Referendums im September des gleichen Jahres gegen eine geplante Unabhängigkeit Schottlands vom Vereinigten Königreich aussprach.

## Karriere

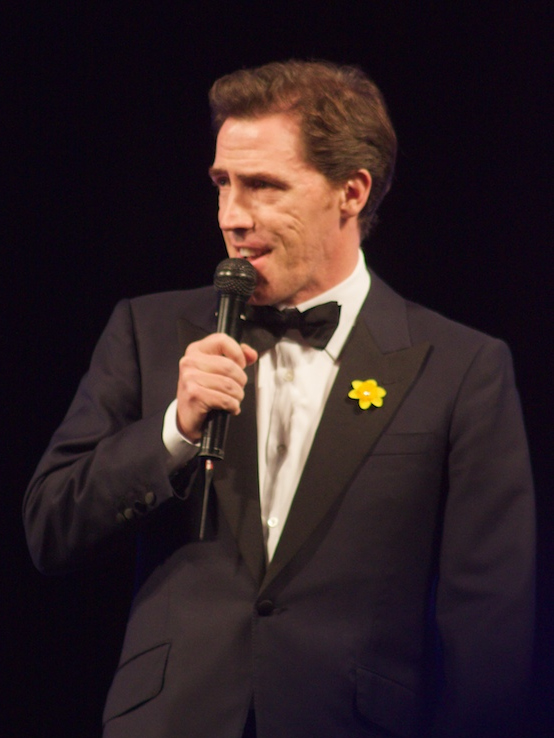
Rob Brydon bei den EG Awards, 2009

In seiner Kindheit wurde Brydon laut eigenen Angaben von den Komödianten Barry Humphries, Frankie Howerd und Woody Allen beeinflusst und er lernte komplette Sketche von Peter Cook, Dudley Moore und Peter Sellers auswendig.
Im Alter von 20 Jahren verließ er das Royal Welsh College of Music & Drama in Cardiff und begann seine Karriere bei BBC Radio Wales als Radiomoderator. In seiner Sendung am Samstagmorgen brachte er Beiträge von Stand-up-Komiker Pete Park-Walker. Anfang der 1990er Jahre arbeitete Brydon auch kurzzeitig als Präsentator für den Verkaufssender Home Shopping Network.
Von 1992 bis 1994 war er der Hauptmoderator von Rave, einem der Jugendmagazine und Musikprogramme von BBC Radio 5 (heute BBC Radio 5 Live), an der Seite von Alan Thompson; während dieser Zeit entwickelte er die Serie Marion and Geoff. Neben seinem Comedy-Format The Treatment auf BBC Radio Five Live wirkte er 1994 und 1995 in einigen Folgen der Radio Wales-Version der Kultkomödie Satellite City mit Boyd Clack mit.
Nach mehreren kleineren Rollen in Filmen und Fernsehserien schaffte er im Jahr 2000 mit den für die BBC geschriebenen Fernsehserien Human Remains sowie Marion and Geoff auch auf dem Bildschirm den Durchbruch und etablierte sich seitdem sowohl als Charakterdarsteller in seriösen Rollen als auch in der Comedy. So porträtierte er 2005 den kontroversen Theaterkritiker Kenneth Tynan im Fernsehfilm Kenneth Tynan: In Praise of Hardcore an der Seite von Julian Sands als Laurence Olivier.
Im Jahr 2003 stellte Brydon sein Talent als Imitator das erste Mal einem breiten Fernsehpublikum unter Beweis. In der Fernseh-Quizshow QI parodierte er unter anderem Sir Alec Guinness, James Dean und Michael J. Fox. In der Weihnachtssendung von 2008 parodierte er zudem Richard Burton und Tom Jones, mit dem er ein Jahr später einen Cover-Song für eine Wohltätigkeitsorganisation aufnehmen sollte.
Brydon nahm 2006 das erste Mal an der Spielshow I’m Sorry I Haven’t a Clue auf BBC Radio 4 teil; der damalige Gastgeber Humphrey Lyttelton würdigte Brydons Gesangsstimme als „nicht schlecht“ („not bad“). Als das Team mit nicht gesendeten Bühnenshows im Jahr 2008 auf Tournee ging, vertrat er Lyttelton als Moderator, da dieser wegen der Behandlung eines Aneurysma der Aorta ins Krankenhaus musste; Lyttelton starb nach der Operation im Krankenhaus.
Am 25. August 2008 vertrat Brydon Ken Bruce auf BBC Radio 2. Am 1. April 2011 übernahm er erneut dessen Moderation und imitierte Bruce während der gesamten Sendung als Aprilscherz; der Scherz wurde am Ende der Sendung von Bruce selbst aufgelöst.
Im Februar 2009 wurde angekündigt, Brydon sei neben Stephen Fry und Jack Dee eine der Personen, die Lyttelton nach dessen Tod in der 51. Staffel der Sendung I’m Sorry I Haven’t a Clue ersetzen würden. Auch in den ersten beiden Folgen der 52. Staffel, moderiert von Dee, sowie in den letzten beiden Folgen der Staffel 54 im Januar 2001 nahm er als Gast der Sendung teil. Ebenfalls 2009 übernahm er von Angus Deayton die Moderation von Would I Lie to You?, präsentierte eine Folge von Have I Got News for You und trat in Just a Minute auf BBC Radio 4 auf.
Sein Alter Ego Bryn West aus der von Ruth Jones und James Corden geschriebenen Serie Gavin & Stacey erlaubte ihm, zu seinen südwalisischen Wurzeln zurückzukehren. In seiner Rolle als West nahm er 2009 an der Seite des Sängers Tom Jones und Ruth Jones, ebenfalls in ihrer Rolle als Vanessa Jenkins aus Gavin and Stacy, die Single (Barry) Islands in the Stream zugunsten der Wohltätigkeitsorganisation Comic Relief auf; die Coverversion erreichte am 15. März 2009 Platz 1 in den Britischen Musikcharts.
In den Jahren 2009 und 2010 machte Brydon seine erste Stand-up-Comedy-Tournee im Vereinigten Königreich; eine Aufzeichnung dieser erschien am 23. November 2009 unter dem Titel Rob Brydon: Live auf DVD. Während dieser Zeit moderierte er auch eine Folge des BBC-Formats Live at the Apollo.
Am 30. März 2010 nahm Brydon an der Comedy-Gala von Channel 4 zugunsten des Great Ormond Street Hospital teil, die live aus der O2 Arena in London übertragen wurde. Im selben Jahr war er an der Seite von Steve Coogan in Michael Winterbottoms teilweise improvisierter Sitcom The Trip auf BBC Two zu sehen, in der beide Schauspieler fiktionale Versionen von sich selbst in der Öffentlichkeit spielten: Brydon, optimistisch und immer bereit für eine Imitation, und Coogan, Misanthrop und verärgert darüber, nicht der internationale Star zu sein, der er nach eigener Einschätzung sein sollte.
Zwischen September und Oktober 2011 spielte Brydon neben Kenneth Branagh in Francis Vebers The Painkiller am Lyric Theatre in Belfast. Im März und April 2016 kam es zu einer Wiederaufführung des Stücks, ebenfalls an der Seite von Branagh, im Garrick Theatre im Londoner West End.
Im November 2011 erschien Brydons Buch Small Man in a Book, dessen Titel auf einer Imitation aus seinem Bühnenprogramm basiert.
Beim Konzert zum diamantenen Jubiläum von Elisabeth II., das am 4. Juni 2012 außerhalb des Buckingham Palace stattfand, war er einer der sechs Moderatoren.
Neben seiner Tätigkeit als Radiomoderator und Comedian ist Brydon als Stimmimitator und Synchronsprecher bekannt. Er lieh seine Stimme Charakteren in Animationsfilmen wie Der Grüffelo, Das Grüffelokind und Für Hund und Katz ist auch noch Platz. Außerdem sprach er zahlreiche Figuren in der Computerspiel-Adaption von Terry Pratchetts Scheibenwelt; unter anderem lieh er der Hauptfigur, Lewton, im Computerspiel Discworld Noir seine Stimme. In der zweiteiligen Dokumentation The Pain of Laughter: The Last Days of Kenneth Williams, die den letzten Teil von Kenneth Williams Leben beschreibt und viele seiner Freunde und Wegbegleiter zu Wort kommen lässt, war Brydon der Sprecher. Als Sprecher ist er auch aus der Werbung bekannt sowie für Kontinuitätsankündigungen auf dem Sender BBC One.
Da er regelmäßig mit Ben Miller in der Öffentlichkeit verwechselt wird, trugen beide in der Folge Future der Fernsehserie QI (ausgestrahlt am 20. Februar 2009) dieselbe Kleidung und teilten einen narzisstischen Kuss.

## Auszeichnungen
In den Jahren 2000 und 2001 erhielt Brydon den British Comedy Award und er war drei Mal für einen BAFTA Award nominiert. Für seine Leistungen im Bereich der Comedy, des Rundfunks und für wohltätige Zwecke wurde er 2013 zum Mitglied des Ordens des britischen Empire (MBE) ernannt. Außerdem ist er Ehrenmitglied des Royal Welsh College of Music and Drama, an dem er studiert hatte.

## Filmografie

### Film
| Jahr | Film                                   | Rolle                            |
| ---- | -------------------------------------- | -------------------------------- |
| 1994 | The Healer                             | Sean                             |
| 1995 | Der Erste Ritter                       | Mann aus der Menge               |
| 1996 | Lord of Misrule                        | Polizist aus Cornwall            |
| 1998 | Martha trifft Frank, Daniel & Laurence | Busfahrer                        |
| 1998 | Bube, Dame, König, grAS                | Verkehrspolizist                 |
| 2001 | A Small Summer Party                   | Keith Barret                     |
| 2001 | Ritter aus Leidenschaft                | Erster Dorfbewohner              |
| 2002 | 24 Hour Party People                   | Ryan Letts                       |
| 2002 | Cruise of the Gods                     | Andy van Allen                   |
| 2004 | Shaun of the Dead                      | Fußballkommentator               |
| 2005 | MirrorMask                             | Premierminister Morris Campbell  |
| 2005 | A Cock and Bull Story                  | Captain Toby Shandy / Rob Brydon |
| 2005 | Kenneth Tynan: In Praise of Hardcore   | Kenneth Tynan                    |
| 2009 | Der Grüffelo                           | Schlange (Stimme)                |
| 2011 | The Trip                               | Rob Brydon                       |
| 2011 | Das Grüffelokind                       | Schlange (Stimme)                |
| 2012 | The Best of Men                        | Corporal Wynne Bowen             |
| 2012 | Für Hund und Katz ist auch noch Platz  | Katze (Stimme)                   |
| 2013 | Gangsta Granny                         | Mr. Parker                       |
| 2013 | The Unbeatables (Underdogs)            | Rico (Stimme)                    |
| 2014 | The Trip to Italy                      | Rob Brydon                       |
| 2015 | Cinderella                             | Meister Phineus                  |
| 2016 | The Huntsman & The Ice Queen           | Gryff                            |
| 2018 | Holmes & Watson                        | Inspektor Lestrade               |
| 2018 | Swimming with Men                      | Eric Scott                       |
| 2019 | Blinded by the Light                   | Vater von Matt                   |
| 2022 | What’s Love Got to Do with It?         |                                  |
| 2022 | Maurice der Kater                      | The Pied Piper                   |

### Fernsehen
| Jahr        | Titel                                         | Rolle                                                            |
| ----------- | --------------------------------------------- | ---------------------------------------------------------------- |
| 1993        | The Legends of Treasure Island                | Long John Silver (Stimme; Staffel 2)                             |
| 1996        | Cold Lazarus                                  | Karl                                                             |
| 2000        | Human Remains                                 | Peter Moorcross, Gordon Budge, Stephen, Tony, Barne Willers, Les |
| 2000–2003   | Marion and Geoff                              | Keith Barret                                                     |
| 2001        | The Way We Live Now                           | Mr. Alf                                                          |
| 2002 (1997) | I’m Alan Partridge                            | Baptisten-Anhänger                                               |
| 2002        | Black Books                                   | B Nugent                                                         |
| 2002        | Murder in Mind                                | Barry Coates                                                     |
| 2002        | Robbie the Reindeer: Legend of the Lost Tribe | Gefängnisaufseher (Stimme)                                       |
| 2003, 2008  | Top Gear                                      | Rob Brydon                                                       |
| 2003–       | QI (Quite Interesting)                        | Rob Brydon                                                       |
| 2004        | Directors Commentary                          | Peter de Lane                                                    |
| 2004        | Agatha Christie’s Marple                      | Inspector Awdry (Staffel 1, Folge 3)]                            |
| 2004–       | The Big Fat Quiz of the Year                  | Rob Brydon                                                       |
| 2004–2005   | The Keith Barret Show                         | Keith Barret                                                     |
| 2005        | Supernova                                     | Dr. Paul Hamilton                                                |
| 2005        | Little Britain                                | Roman de Vere (Staffel 3)                                        |
| 2005        | Jack Dee Live at the Apollo                   | Keith Barret                                                     |
| 2006        | Have I Got News for You                       | Rob Brydon als Gastmoderator                                     |
| 2006        | 100 Greatest Funny Moments                    | Sprecher                                                         |
| 2006–2007   | Rob Brydon’s Annually Retentive               | Rob Brydon                                                       |
| 2007        | Dawn French’s Boys Who Do Comedy              | Rob Brydon                                                       |
| 2007–2010   | Gavin & Stacey                                | Bryn West                                                        |
| 2007        | Heroes & Villains: Napoleon                   | Stanislav Fréron                                                 |
| 2007        | Oliver Twist                                  | Mr. Fang                                                         |
| 2009        | Horne & Corden                                | Sprecher                                                         |
| 2009        | Live at the Apollo                            | Master of Ceremonies                                             |
| 2009–       | Would I Lie to You?                           | Rob Brydon als Moderator (seit Staffel 3)                        |
| 2010–2012   | The Rob Brydon Show                           | Rob Brydon als Moderator                                         |
| 2010        | Ronnie Corbett’s Supper Club                  | Rob Brydon (Gast)                                                |
| 2011        | A Quiet Word With …                           | Rob Brydon (Gast)                                                |
| 2011        | Michael McIntyre’s Comedy Roadshow            | Weihnachtsmann                                                   |
| 2014        | This is Jinsy                                 | Rex Camalbeeter (Staffel 2)                                      |
| 2014        | The Guess List                                | Rob Brydon als Moderator                                         |
| 2015        | The Brink – Die Welt am Abgrund               | Martin                                                           |
| 2015        | Stick Man                                     | Verschiedene (Stimme)                                            |
| 2016        | Revolting Rhymes                              | Wolf, Zauberfee und Riese                                        |
| 2017        | Not Going Out                                 | George (Staffel 8, Folge 3)                                      |
| 2017        | The Nightly Show                              | Rob Brydon (Gast)                                                |
| 2018        | Trust                                         | Richard Nixon                                                    |
| 2022        | Grünes Ei mit Speck                           | Philip Trousers (Stimme, Staffel 2, 8 Folgen)                    |
| 2023        | Barbie                                        | Sugardaddy-Ken                                                   |
| 2024        | The Masked Singer                             | Rob Brydon (Gastmitglied im Rateteam, Staffel 5, Folge 8)        |
| 2024        | My Lady Jane                                  | Lord Dudley                                                      |

## Radio
| Jahr      | Sendung                                 |
| --------- | --------------------------------------- |
| 1992–1994 | Rave                                    |
| 1994      | Satellite City                          |
| 1995      | Eleven Men Against Eleven (Kommentator) |
| 1995      | The Treatment                           |
| 2004–2005 | Just a Minute                           |
| 2005      | Flight of the Conchords (Sprecher)      |
| 2006–2013 | I’m Sorry I Haven’t a Clue              |
| Mai 2010  | Desert Island Discs                     |
| 2012      | Best of Men                             |

## Weitere Werke
- 1995: Discworld (Sprecher; Computerspiel)
- 1996: Discworld II – Vermutlich vermisst…!? (Sprecher; Computerspiel)
- 1999: Discworld Noir (Sprecher; Computerspiel)
- März 2008: Rob Brydon’s Identity Crisis
- Dezember 2009: The One Show
- 2014–2017: P&O Cruises (Fernseh-Werbekampagne)[38]